# 品川区立上神明小学校
品川区立上神明小学校（しながわくりつかみしんめいしょうがっこう）は、東京都品川区二葉にある公立小学校。伝統行事は、校庭にある葡萄畑でのブドウ狩り。
品川区の他の小・中学校と同様に、小中一貫教育を推進している。施設分離型連携校は、品川区立冨士見台中学校、品川区立伊藤小学校。

## 立地と施設
国道1号から1本奥の道沿いに位置し、辺りは古い住宅街。

### 校地と校舎
- 敷地 5913㎡
- 運動場 2296㎡
- 体育館（講堂） 535㎡
- 校舎（鉄筋） 3518㎡

### 併設施設
- すまいるスクール上神明

## 沿革
- 1940年 - 開校  児童数　1056名
- 1947年 - 品川区立上神明小学校となる
- 1963年 - 上神明小学校校歌（現校歌）制定
- 1967年 - 体育館落成
- 1975年 - 鉄筋校舎完成

## 教育方針
- 健康でねばり強い子 - 自分のめあてに対してねばり強く努力する子
- 自ら考え工夫する子 - 自分の考えをもち、獲得した知識やスキルを積極的に活用した り、判断したりする子
- 友だちを大事にし、協力し合う子 - 友だちのよさを認め、互いに集団として高めようとする子

## 小中一貫教育目標
2010年（平成22年度）より、小中一貫連携校である3校の統一教育目標を制定。
- 考える人を育てる
- 思いやる人を育てる
- 実現する人を育てる

## 交通
- 都営浅草線 中延駅　A1出口より　徒歩5分
- 東急大井町線 中延駅　徒歩7分